# 柏苏宁
柏苏宁（1950年1月—），女，安徽肥西人，中华人民共和国政治人物。南京大学经济系经济管理专业干部专修科毕业，中共中央党校法学专业在职研究生学历。

## 生平
1970年加入中国共产党。历任共青团江苏省委副书记；江苏省体改委副主任、省工商行政管理局副局长；江苏省妇女联合会主席等职。1998年2月当选江苏省人大常委会副主任。2008年起担任全国人大代表。